# Politeia

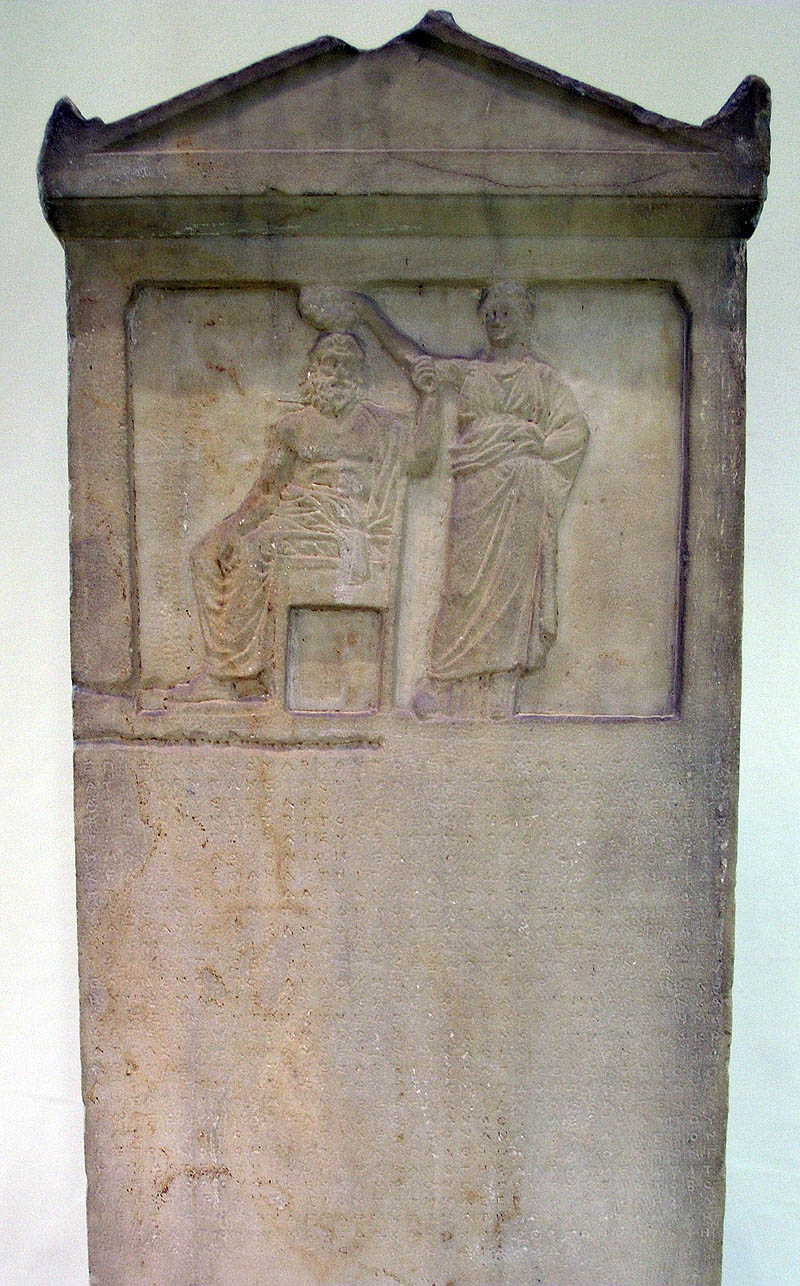
O Povo sendo coroado pela Democracia. Estela grega, cerca de 336 a.C.

Politeia (do grego antigo: Πολιτεία ou Πολίτευμα, transl. Politeía ou Políteuma) era originalmente um termo usado na Grécia Antiga para se referir às muitas cidades-estado (pólis) que possuíam uma assembleia de cidadãos como parte de seu processo político.
O sufrágio em tais democracias não incluía mulheres, escravos, servos ou estrangeiros. Assim, os cidadãos votantes geralmente eram apenas uma minoria de homens adultos. Segundo o historiador Tucídides, a pólis são os homens. A ideia de um Estado separado dos cidadãos era inconcebível na antiga Atenas. Embora quase sempre traduzido como constituição, o significado do termo é bem mais amplo e complexo.
Hoje em dia o termo geralmente é usado em referência à organização política de um grupo ou uma sociedade frouxamente organizada, tal como uma tribo ou comunidade, mas pode significar qualquer grupo político, incluindo um governo, império, corporação ou academia. Também é usado como sinônimo de comunidade eclesiástica.[carece de fontes?]
A República de Platão tem o termo como seu título original em grego, com a versão que hoje conhecemos decorrendo de uma tradução do diálogo para o latim por Cícero.